# Quận Lawrence, Alabama
Quận Laurence là một quận thuộc tiểu bang Alabama, Hoa Kỳ.
Quận Lawrence là một phần của Vùng đô thị Decatur. Quận này được đặt tên theo James Lawrence, một thuyền trưởng của Hải quân Hoa Kỳ, quê New Jersey. Theo ước tính dân số của Cục điều tra dân số Hoa Kỳ năm 2006, quận có dân số 34.321 người. Quận lỵ đóng ở Moulton. Đây là một quận khô.